# Ulrich Hielscher
Ulrich Hielscher (* 29. April 1943 in Schwarzengrund, Schlesien) ist ein deutscher Opernsänger im Stimmfach Bass.

## Leben
Hielscher, der während des Zweiten Weltkriegs im westlichen Oberschlesien geboren wurde, zog 1951 mit seiner Familie nach Cottbus. 1954 flüchtete die Familie in die Bundesrepublik Deutschland und lebte in Düsseldorf. Über seine Kindheits- und Jugendjahre schrieb Hielscher später in seinem autobiografischen Erinnerungsbuch ...und wenn's anders wär gewesen. Hielscher studierte sechs Jahre Musik und Gesang am Robert-Schumann-Konservatorium in Düsseldorf; weiteren Gesangsunterricht erhielt er bei dem renommierten Gesangspädagogen Paul Lohmann in Wiesbaden. 1965 debütierte er als Opernsänger mit der Partie des Rocco in Beethovens Oper Fidelio bei den Jeunesses Musicales International auf Schloss Weikersheim. Sein erstes Engagement hatte er ab 1967 am Opernhaus Essen. In der Spielzeit 1968/69 sang er dort die Partie des Dr. Kolenaty in einer Neuinszenierung der Oper Die Sache Makropulos (Premiere: Mai 1969).
1974 wurde er als festes Ensemblemitglied an die Oper Köln verpflichtet, der er über 35 Jahre bis zum Ende der Spielzeit 2008/09 angehörte. Hielscher sang an der Oper Köln über 120 Rollen. Ab der Spielzeit 2009/10 war er bis 2015 weiterhin mit einem Gastvertrag an der Oper Köln tätig. 2007 wurde er vom Rat der Stadt Köln zum Kammersänger ernannt.
Regelmäßige Gastverträge hatte er außerdem am Opernhaus Wuppertal, an der Oper Frankfurt und am Theater Kiel (1992, als Baron Ochs in Der Rosenkavalier). Am Theater Freiburg gastierte er u. a. in der Spielzeit 1984/85 als Doktor in Wozzeck, in der Spielzeit 1985/86 als Gurnemanz in Parsifal und in der Spielzeit 1988/89 als Baron Ochs.
Hielscher übernahm in Köln und bei Gastengagements sowohl das seriöse Bass-Fach als auch zahlreiche Bassbuffo-Partien. Zu seinen Hauptrollen gehörten Osmin in Die Entführung aus dem Serail (u. a. im April 1989 im letzten Mozart-Ponnelle-Zyklus unter Sir John Pritchard), Sarastro in Die Zauberflöte, Leporello in Don Giovanni (Rollen- und Hausdebüt: Juni 1982; später auch im Mai 1989 im letzten Mozart-Ponnelle-Zyklus unter Sir John Pritchard), Figaro in Le nozze di Figaro, Rocco, van Bett in Zar und Zimmermann (den er in Köln sehr lange und immer wieder sang, auch noch in der Spielzeit 1991/92), Baculus in Der Wildschütz, Plumkett in Martha, Kaspar in Der Freischütz, Kezal in Die verkaufte Braut, Colline in La Bohème (Spielzeit 1979/80, wo er „mit dunkler Baßstimme auf sich aufmerksam machte“; später auch in einer Wiederaufnahme-Produktion in der Spielzeit 1990/91), Daland in Der fliegende Holländer, Pogner in Die Meistersinger von Nürnberg, Gurnemanz in Parsifal, Baron Ochs, Graf Waldner in Arabella (u. a. in der Spielzeit 1982/83, in der Wiederaufnahme mit Kiri Te Kanawa als Stargast in der Titelpartie) und Doktor in Wozzeck (u. a. auch in der Spielzeit 1987/88 im März 1988 in einer musikalischen Neueinstudierung der Wozzeck-Inszenierung von Achim Freyer). In der Spielzeit 1983/84 übernahm er wieder den Colline in der Wiederaufnahme von La Bohème in der Drese-Inszenierung. In der Spielzeit 1985/86 sang er „Die Zeit“ (Il tempo) in einer Neuinszenierung der Monteverdi-Oper Il ritorno d’Ulisse in patria in der Bearbeitung von Hans Werner Henze. In der Spielzeit 1987/88 war er der „souverän singende und abgefeimt agierende“ Leutnant Zuniga in einer Carmen-Wiederaufnahme (April 1988).
Hielscher interpretierte auch zahlreiche Operettenpartien wie den Gefängnisdirektor Frank in Die Fledermaus (u. a. in der Spielzeit 1992/93), den Oberst Ollendorff in Der Bettelstudent, den Schweinezüchter Zsúpan in Der Zigeunerbaron, den Baron Mirko Zeta in Die lustige Witwe und den Wirt Halifax in Lady Hamilton.
Als Ensemblemitglied sang Hielscher auch viele kleinere Rollen. In der Spielzeit 1980/81 rettete er als kurzfristiger Einspringer die Premiere der Oper Martha (Premiere: Februar 1981, Regie: Hans Neugebauer), als er für den erkrankten Kollegen Carlos Feller die Partie des Lord Tristan Mickleford übernahm. In der Spielzeit 1980/81 übernahm er außerdem in der Jenůfa-Neuinszenierung (Premiere: März 1981, Regie: Harry Kupfer) die Partie des Dorfrichters; diese Rolle sang er auch in der musikalischen Neueinstudierung des Werks zu Beginn der Spielzeit 1989/90. In der Spielzeit 1983/84 war er der Pfleger des Orest in einer Neuinszenierung von Elektra (Premiere: September 1983, Regie: August Everding). Außerdem war er als Pistola in Falstaff in einer Neueinstudierung (Premiere: Januar 1984, Regie: Michael Hampe) zu hören. In der Spielzeit 1984/85 übernahm er die Partie des 5. Juden in einer musikalischen Neueinstudierung der Ponnelle-Inszenierung der Oper Salome, außerdem den Onkel Bonze in einer Neuinszenierung von Madama Butterfly (Premiere: März 1985, Regie: Jean-Pierre Ponnelle). In der Spielzeit 1985/86 sang er in einer Neuinszenierung von Zar und Zimmermann (Premiere: Dezember 1985, Regie: Willy Decker) den Lord Syndham; ab Januar 1986 übernahm er in dieser Inszenierung, alternierend mit Alfred Kuhn, auch den van Bett. In der Spielzeit 1986/87 sang er „mit kraftvollem Baß, der sich in der Höhe [aber] doch sehr abmühen“ musste, den Biterolf in einer Tannhäuser-Neuinszenierung. In der Spielzeit 1986/87 war er „mit knorrigem Baß“ der Pfarrer in Harry Kupfers Inszenierung der Janáček-Oper Das schlaue Füchslein (Premiere Mai 1987, mit Folgeaufführungen im Juni 1987). In der Spielzeit 1987/88 sang er den Geronte in einer Neuinszenierung der Oper Manon Lescaut (Premiere: März 1988, Regie: Gilbert Deflo), „machte aber zu wenig aus der Rolle des unangenehmen Lustgreises, blieb stimmlich und darstellerisch recht unauffällig“; in einer Folgeaufführung im April 1988 war er ein „darstellerisch sehr pointierter, stimmlich eher gleichgültiger“ Rolleninterpret. In der Spielzeit 1989/90 war er ein „temperamentvoller Geronte, dem man das etwas dumpfe Timbre nachsah“.
In der Spielzeit 1988/89 war er der „Alte Zwangsarbeiter“ in der Oper Lady Macbeth von Mzensk; Hielscher fand in dieser Rolle „schwermütig-dunkle Töne“ und machte mit „seiner besonders schön gesungenen Arie im 3. Akt“ auf sich aufmerksam. 1991 wirkte er in Köln in der Uraufführung der Oper Der Meister und Margarita von York Höller mit. In der Spielzeit 1992/93 war er der Segelmeister Mr. Flint in einer Neuinszenierung der Britten-Oper Billy Budd (Regie: Willy Decker). In der Spielzeit 1993/94 übernahm er die Rolle des Barbiers Jakowlewitsch in einer Inszenierung der Schostakowitsch-Oper Die Nase (Regie: Harry Kupfer). Außerdem wirkte er in der Spielzeit 1993/94 wieder als Bürgermeister Swallow in einer Neuinszenierung der Britten-Oper Peter Grimes (Premiere: April 1994) mit; diese Partie hatte er bereits in der früheren Neueinstudierung in der Spielzeit 1980/81 (Premiere: Mai 1981, Regie: Hans Neugebauer) gesungen. In der Spielzeit 1994/95 folgten die Partien Talpa/Betto in Il trittico (Inszenierung: Willy Decker) sowie Tierbändiger/Athlet in einer Lulu-Neuinszenierung (Regie: Michael Hampe).
Ab Ende der 1990er Jahre übernahm Hielscher verstärkt auch Charakterrollen. Seit 1998 war er in Köln unter anderem in folgenden Partien zu hören: Bartolo in Le nozze di Figaro (1998), Kuno in Der Freischütz (1998), Mesner in Tosca (1998, 2001–2002), Dansker in Billy Budd (2000–2001) und Zuniga in Carmen (2000–2001). In der Spielzeit 2002/03 übernahm er am Opernhaus Köln in der Wiederaufnahme der Offenbach-Operette Die Banditen (Inszenierung: Helmuth Lohner) die Rolle des Räubers Barbavano. In der Spielzeit 2003/04 übernahm er an der Oper Köln den Gefängnisdirektor Frank in der Wiederaufnahme von Helmuth Lohners Fledermaus-Inszenierung.  In der Spielzeit 2004/05 sang er in Köln die Partien Pfarrer/Dachs in der Neuinszenierung der Oper Das schlaue Füchslein. In der Spielzeit 2006/07 folgte erneut wieder der Dansker in Billy Budd. In der Spielzeit 2007/08 übernahm er wiederum den Kuno in einer Neueinstudierung der Oper Der Freischütz. Außerdem sang er in der Spielzeit 2007/08 den Rocco in Fidelio, Rat Crespel in Hoffmanns Erzählungen, den Gefängnisdirektor Frank in Die Fledermaus („souverän interpretiert“ in der Spielzeit 1992/93, neben Dirk Bach als Frosch) und den Haushofmeister in Capriccio.
In der Spielzeit 2009/10 trat er Köln unter anderem als Hermann Ortel in Die Meistersinger von Nürnberg, als Benoît und Alcindoro in La Bohème und wieder als Pfarrer/Dachs in Das schlaue Füchslein auf. Außerdem übernahm er an der Seite von Dagmar Manzel die Rollen Harry Trevor/Baptista in dem Musical Kiss me, Kate. 2009 war Hielscher an der Oper Köln für die Rolle des Alten Hebräers in einer Neuinszenierung der Oper Samson und Dalila durch den umstrittenen Regisseur Tilman Knabe vorgesehen, gab die Rolle jedoch zurück. Hielscher, der nach eigenen Angaben eine Vergewaltigungsszene mit einer Kollegin spielen sollte, war einer von mehreren Solisten und Chormitgliedern, die sich aus künstlerischen Gründen weigerten, in dieser Inszenierung aufzutreten. Im April 2010 sang Hielscher an der Seite von Dame Kiri Te Kanawa in deren Abschiedsvorstellung als Marschallin die beiden Rollen des Notars und des Polizeikommissars in der Oper Der Rosenkavalier.
Er gastierte außerdem an der Deutschen Oper am Rhein, an der Staatsoper Stuttgart, an der Wiener Staatsoper (1980, als Einarmiger in Die Frau ohne Schatten), am Opernhaus Kiel (Spielzeit 1981/82, als „baßgewaltiger“ Pater Barré in Die Teufel von Loudun), am Opernhaus von Metz (1982, als Doktor in Wozzeck), an der Staatsoper Hamburg (u. a. in den Spielzeiten 1989/90 und 1990/91, als Biterolf in Tannhäuser), am Opernhaus Nürnberg (1990, als Baron Ochs), am Opernhaus Zürich (April 1991, als Osmin), am Staatstheater Schwerin (1994 in der Titelrolle der Oper Don Quichotte von Jules Massenet; 1995 als Pogner), an der Oper Bonn (1999, als Micha in Die verkaufte Braut), an der Vlaamse Opera in Antwerpen und Gent (1984/85), an der Opéra National de Paris (Spielzeit 2001/02, als Doktor in Wozzeck) und in Edinburgh (2007, als Haushofmeister in Capriccio).
Im Mai 1985 sang er zur Eröffnung der Schwetzinger Festspiele unter der musikalischen Leitung von Arnold Östman die Rolle des Pallante in Agrippina.
Neben seinen Opernauftritten trat Hielscher auch umfangreich als Konzertsänger hervor, insbesondere interpretierte er über 50 Oratorien, Messen und geistliche Kantaten. Er wirkte auch als Liedsänger und Balladensänger; Balladen von Carl Loewe spielte er auch bei Rundfunk- und Schallplattenaufnahmen ein.
1985 trat er in Salzburg als Künstler in der ARD-Fernsehshow Einer wird gewinnen auf.

## Veröffentlichungen
- Ulrich Hielscher: ...und wenn's anders wär gewesen: Schicksal einer schlesischen Familie. IMAGO-Verlag. Dezember 2004. ISBN 978-3-00-015254-2
- Ulrich Hielscher: Gelebte Opernwelt. In Versen vorgestellt: Ein Buffo erzählt aus seinem Theaterleben. IMAGO-Verlag. November 2005. ISBN 978-3-00-017513-8